# Cryphaea hygrophila
Cryphaea hygrophila är en bladmossart som beskrevs av C. Müller 1897. Cryphaea hygrophila ingår i släktet Cryphaea och familjen Cryphaeaceae. Inga underarter finns listade i Catalogue of Life.